# Scheksna (Wologda)
Scheksna (russisch Шексна́) ist eine Siedlung städtischen Typs in der Oblast Wologda (Russland) mit 20.953 Einwohnern (Stand 14. Oktober 2010).

## Geographie
Die Siedlung liegt etwa 75 Kilometer Luftlinie westlich des Oblastverwaltungszentrums Wologda und 30 Kilometer nordöstlich der Großstadt Tscherepowez am linken Ufer des gleichnamigen Wolga-Nebenflusses Scheksna.
Scheksna ist Verwaltungszentrum des gleichnamigen Rajons Scheksna.

## Geschichte
Ab 1951 entstand im Zusammenhang mit den Ausbau des seit Anfang des 19. Jahrhunderts bestehenden Marienkanalsystems zum Wolga-Ostsee-Kanal und der Errichtung des Scheksna-Talsperre mit Wasserkraftwerk (Scheksninskaja GES, ab 1958) unweit des alten Dorfes Nikolskoje eine Arbeitersiedlung.
1954 erhielt die Siedlung zusammen mit dem eingemeindeten Dorf unter dem heutigen Namen nach dem Fluss den Status einer Siedlung städtischen Typs. Das Dorf Nikolskoje und ab 1954 die Siedlung Scheksna waren von 1927 bis zu seiner Auflösung 1959 Verwaltungssitz des Prischeksninski rajon. Der Kanal wurde 1964 fertiggestellt, das Wasserkraftwerk 1966. Am 12. Januar 1965 wurde Scheksna wieder Verwaltungssitz des in veränderten Grenzen nun als Scheksninski rajon erneut ausgewiesenen Rajons.

### Bevölkerungsentwicklung
| Jahr | Einwohner |
| ---- | --------- |
| 1939 | 1.638     |
| 1959 | 8.197     |
| 1970 | 8.189     |
| 1979 | 13.179    |
| 1989 | 15.928    |
| 2002 | 21.615    |
| 2010 | 20.953    |

Anmerkung: Volkszählungsdaten (1939 Dorf Nikolskoje)

## Wirtschaft und Infrastruktur
Neben dem Wasserkraftwerk mit einer Leistung von 84 Megawatt gibt es in Scheksna Betriebe der holzverarbeitenden, der Lebensmittel- und der Leichtindustrie.
Die Siedlung liegt an der Eisenbahnstrecke Sankt Petersburg – Wologda – Bui (Streckenkilometer 512), die auf diesem Abschnitt von der Nord-Eisenbahn betrieben wird, sowie an der Fernstraße A114, die von Wologda nach Nowaja Ladoga bei Sankt Petersburg führt.
Bei Scheksna befinden sich zuletzt 1990 rekonstruierte Schleusenanlagen im Verlauf des Wolga-Ostsee-Kanals.